# Círculo da Francônia

O Círculo Franconiano no início do século XVI

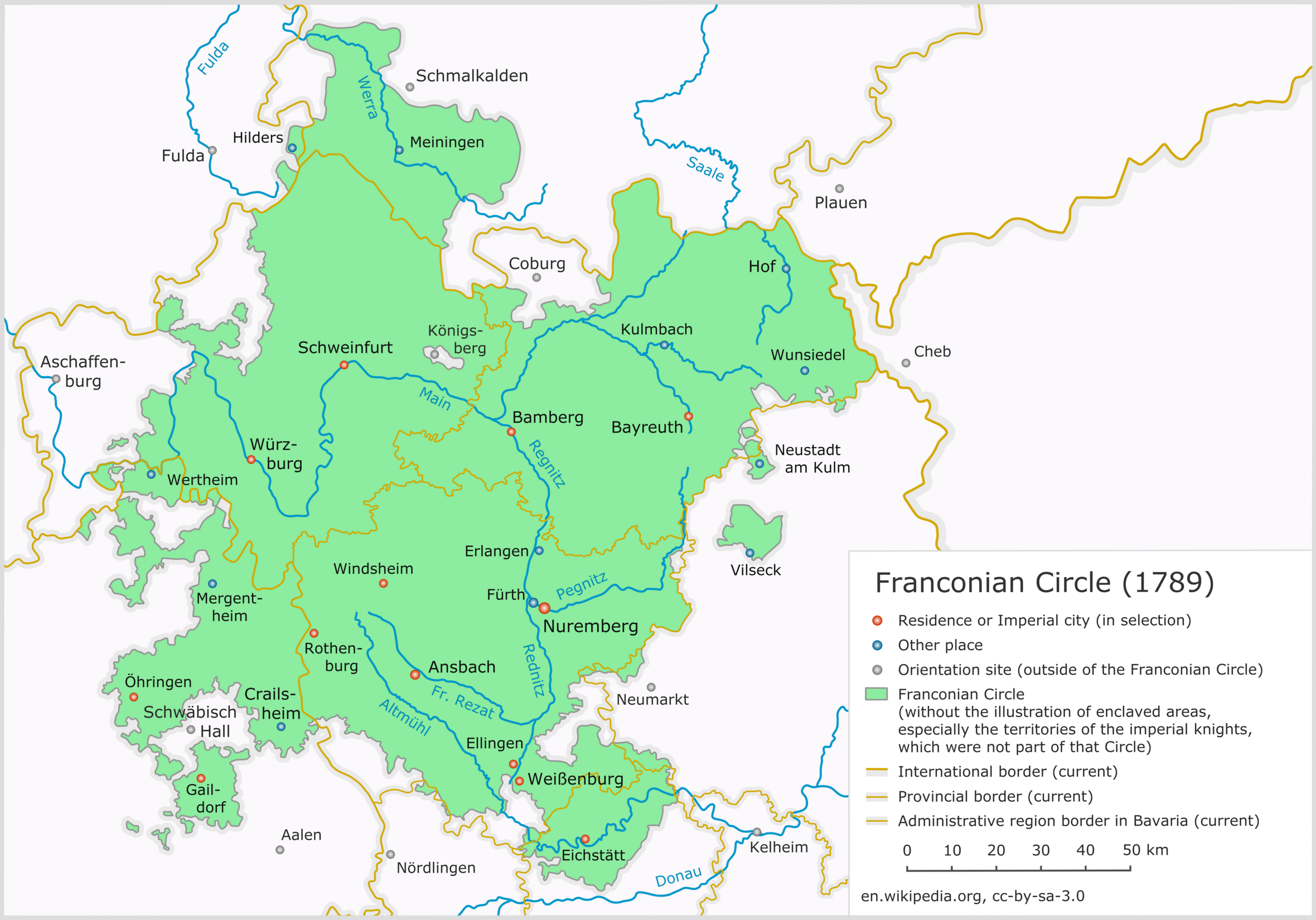
O Círculo Franconiano em 1789, antes das Guerras revolucionárias francesas e da dissolução do Sacro Império Romano.

A bandeira da Francônia, usado pelas tropas do Círculo Franconiano quando lutar com o Exército Imperial.

O Círculo da Francônia, Círculo da Francónia ou Círculo Franconiano (em alemão:  Fränkischer Reichskreis) era um dos Círculos Imperiais estabelecidos em 1500 no centro do Sacro Império Romano-Germânico. Compreendia a parte oriental do antigo Ducado-Raiz Franconiano — correspondendo aproximadamente à atual Bávara Regierungsbezirke Alta, Central e Baixa Francônia — enquanto que a Francônia Ocidental pertencia ao Círculo Superior do Reno. O título de "Duque da Francônia" foi reivindicado pelo Bispado de Wurtzburgo.

## Composição
O círculo foi composto peos seguintes Estados:
| Nome                     | Tipo de entidade   | Comentários |
| ------------------------ | ------------------ | --- |
| Ansbach                  | Margraviato        | Estabelecido em 1398, feito para a Casa de Hohenzollern, adquirido pela Prússia em 1791                                                                                                  |
| Bamberg                  | Principado-Bispado | Diocese estabelecido em 1007 pelo rei Henrique II, Principado-Bispado desde 1245 |
| Bayreuth                 | Margraviato        | Estabelecido em 1398 em Kulmbach, Feito para a Casa de Hohenzollern, união pessoal com Ansbach a partir de 1769, adquirido pela Prússia em 1791                                          |
| Castell                  | Condado            | Condado Imperial desde 1202 |
| Eichstätt                | Principado-Bispado | Estabelecido em 741 por São Bonifácio |
| Erbach                   | Condado            | Condado Imperial desde 1532 |
| Francônia (de)           | Bailado Teutônico  | criado em Bad Mergentheim |
| Hausen                   | Senhoria           | Feito para Bamberg em 1007, condominium com Bayreuth e Nuremberg em 1538 |
| Henneberg                | Principado Condado | Principado desde 1310, ramo extinto em 1583, adquirido por Saxe-Weimar e Saxe-Gotha em 1660                                                                                              |
| Hohenlohe                | Condado            | Condes Imediatos desde 1450, elevado a Principado em 1744 |
| Limpurg                  | Senhoria           | Território em torno do castelo de Limpurg perto do Schwäbisch Hall, feito para Schenken von Limpurg, hereditários copeiros do Império para os Reis Boêmios                               |
| Löwenstein               | Condado            | Imediatidade imperial desde 1494, Löwenstein-Wertheim a partir de 1574, elevado a Principado em 1711                                                                                     |
| Nurembergue              | Cidade Imperial    | Reichsfreiheit garantido por Frederico II de Hohenstaufen em 1219 |
| Reichelsberg             | Senhoria           | Território perto do Castelo de Reichelsberg perto de Aub, originalmente um feudo garantido dos Bamberg para Hohenlohe, desde 1401 a um feudo de Wurtzburgo                               |
| Rieneck                  | Condado            | Território em torno do Castelo de Rieneck, estabelecido em 1168, reivindicado como um feudo por Mainz em 1366, ramo extinto em 1559, adquirido pelos Condes Imperiais de Nostitz em 1673 |
| Rothenburg ob der Tauber | Cidade Imperial    | Reichsfreiheit concedido por Rodolfo de Habsburgo 1274 |
| Schwarzenberg            | Senhoria           | Estabeleceu-se em 1429 pelos Senhores de Seinsheim, território em torno do Castelo de Schwarzenberg perto de Scheinfeld, Condado Imperial em 1599, Principado de 1670                    |
| Schweinfurt              | Cidade Imperial    | Desde 1254 |
| Seinsheim                | Senhoria           | Feito para os Condes de Schwarzenberg em 1655 |
| Weißenburg               | Cidade Imperial    | Desde 1296 |
| Welzheim                 | Senhoria           | Feudo de Württemberg, de 1379 até 1713 na possessão de Schenken von Limburg |
| Wertheim                 | Condado            | Estabelecido em 1132, adquirido por Löwenstein em 1574 |
| Wiesentheid              | Senhoria           | Condado de Imperial de 1678, adquirida pelos Condes de Schönborn em 1701 |
| Windsheim                | Cidade Imperial    | Desde 1248 |
| Wurtzburgo               | Principado-Bispado | Estabelecido em 741 por São Bonifácio, Príncipe-Bispo desde 1168, titulo de "Duque na Francônia"                                                                                         |

## Fonte
- The list of states making up the Franconian Circle is based on that in the German Wikipedia article Fränkischer Reichskreis.